# Carta de la Llibertat

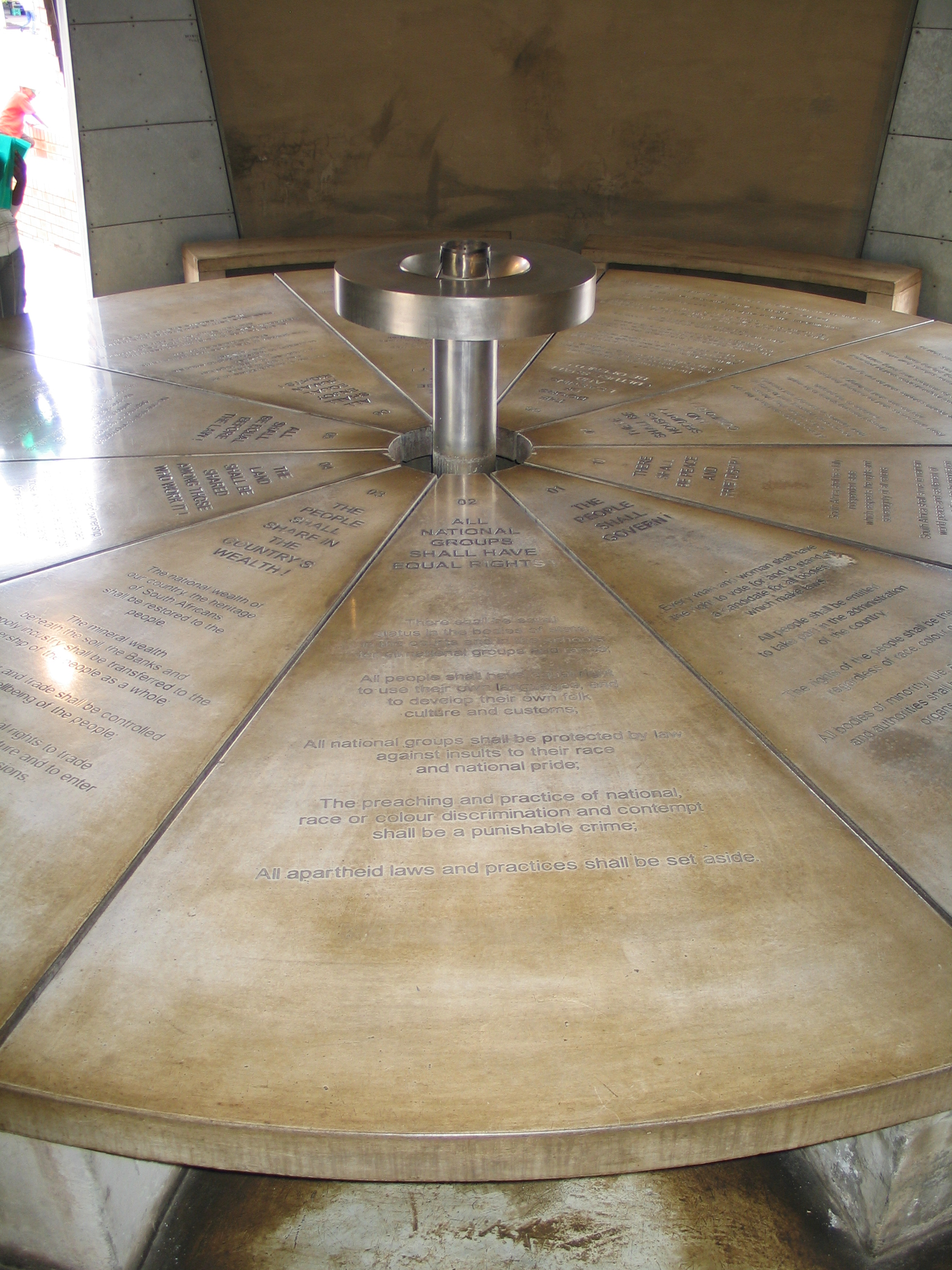
Memorial a la Carta de la Llibertat a Kliptown

La Carta de la Llibertat (Freedom Charter en anglès) va ser la declaració de principis fonamentals del Congrés dels Aliats, una coalició formada a Sud-àfrica entre les organitzacions contràries al règim Apartheid instaurat al país després de la victòria el 1948 del Partit Nacional a les eleccions d'aquell any. Els principals partits que van formar aquesta coalició van ser el Congrés Nacional Africà, el Partit Comunista de Sud-àfrica i el Partit Indi de Sud-àfrica. La seva principal proclama era "El Poble ha de governar!"

## Orígens
El 1955, el Congrés Nacional Africà va enviar 50.000 voluntaris als townships i al camp per recollir les "demandes de llibertat" del poble de Sud-àfrica. Aquest sistema va ser dissenyat per atorgar a tots els sud-africans els mateixos drets. Demandes com "La Terra ha de ser donada a tots aquells que no tinguin terres", "salari digne i menys hores de treball", "Educació gratuïta i obligatòria, independentment del color, raça o nacionalitat" van ser sintetitzats en un document final redactat per líders de l'ANC com Z.K. Mathews, Lionel "Rusty" Bernstein o Alan Lipman (la dona del qual, Beata Lipman, havia coredactat la Carta original).

## Carta de la Llibertat
La Carta va ser adoptada oficialment el 26 de juny de 1955 durant la celebració del Congrés del Poble a Kliptown. A la reunió de Kliptown hi van assistir al voltant de 3.000 delegats, però va ser dissolta per la policia el segon dia, tot i que llavors la carta ja havia estat llegida completament. La multitud havia anat aprovant cada secció amb crits d'"Afrika!" i "Mayibuye!" Nelson Mandela va aconseguir escapar de la policia disfressat de lleter, ja que els seus moviments i interaccions havien estat limitats mitjançant diverses prohibicions en aquell temps.
El document destaca per les seves demandes de l'establiment d'una Sud-àfrica no-racial, mantenint-se com a principal plataforma del Congrés Nacional Africà. Alguns dels membres de l'ANC, que pretenien una Sud-àfrica pels negres, van abandonar l'organització després de l'aprovació de la Carta, formant posteriorment el Congrés Panafricà (PAC). La Carta també reclamava democràcia i drets humans, reforma de la tinença de la terra, drets laborals i nacionalització.

## Conseqüències
Després que el Congrés fos denunciat per traïció, el govern sud-africà va il·legalitzar el Congrés Nacional Africà i va arrestar a 156 membres del Congrés dels Aliats, inclòs Nelson Mandela, en el que seria conegut posteriorment com el Judici per Traïció (1956). De totes maneres, la Carta va seguir circulant entre la clandestinitat del moviment anti-apartheid i va inspirar les noves generacions de militants durant la dècada de 1980.
L'11 de febrer de 1990, l'ANC va tornar a ser legalitzada, arribant al poder després de les eleccions de 1994. La nova Constitució de Sud-àfrica inclou al seu text les demandes recollides a la Carta de la Llibertat. Gairebé tots els problemes enumerats en relació amb la igualtat de raça i llengua van ser abordats directament en la constitució, tot i que el document no incloïa res a l'efecte de la nacionalització de la indústria o la redistribució de la terra, els quals van ser descrits a la Carta.